# ماثيو باور
ماثيو باور (بالإنجليزية: Matthew Power)‏ هو صحفي أمريكي، ولد في 22 أكتوبر 1974 في ميدلبوري في الولايات المتحدة، وتوفي في 10 مارس 2014 في أوغندا.